# Acraea joduttana
Acraea joduttana är en fjärilsart som beskrevs av Embrik Strand 1914. Acraea joduttana ingår i släktet Acraea och familjen praktfjärilar. Inga underarter finns listade i Catalogue of Life.